# بني سعدي (شرس)

تعديل مصدري - تعديل

بني سعدي هي إحدى قرى عزلة بيت قدم بمديرية شرس التابعة لمحافظة حجة، بلغ تعداد سكانها 73 نسمة حسب تعداد اليمن لعام 2004.